# Gromada Arches
Gromada Arches – zwarta gromada młodych gwiazd znajdująca się w konstelacji Strzelca w odległości około 25 000 lat świetlnych. Wiek gromady szacuje się na mniej niż 2,5 miliona lat, a składa się ona z około 1000 gwiazd typu widmowego O. Zawiera ona aż 10 procent najcięższych znanych gwiazd w Galaktyce. Masa gromady wynosi około 10 000 mas Słońca. Gromada Arches jest także bogata w pierwiastki cięższe od helu.
Gromada Arches znajduje się na przestrzeni 3 lat świetlnych w odległości zaledwie około 100 lat świetlnych od supermasywnej czarnej dziury w centrum naszej Galaktyki. Gwiazdy gromady są źródłami bardzo silnego wiatru gwiezdnego podobnego do wiatrów jakie obserwowane są w odległych galaktykach gwiazdotwórczych. Gromada Arches jest wyjątkowa również pod tym względem, że choć tworzy ją wiele krótko żyjących masywnych gwiazd, to nie znaleziono w niej śladów wskazujących na eksplozje supernowych. Oznacza to, że gaz o wielkiej energii wypełniający tę gromadę jest pierwotnym wiatrem gwiezdnym.
Pomimo że na gwiazdy gromady działają ogromne siły pochodzące od supermasywnej czarnej dziury położonej w centrum Drogi Mlecznej, to stosunek liczby gwiazd o małych i dużych masach jest taki sam jak w gromadach położonych w spokojniejszych rejonach Galaktyki. Masa największej gwiazdy z gromady Arches sięga około 120 mas Słońca.
Gorący wiatr gwiazdowy wypływający z gromady osiąga prędkość do 1000 km/s. Tam, gdzie następują kolizje podmuchów wiatru, następuje ich ogrzanie do 60 milionów kelwinów oraz silna emisja promieniowania rentgenowskiego. Możliwe również, że wypływający z gromady gaz jest na tyle gorący, by ogrzać rejony przestrzeni otaczające gromadę. Zjawisko to może więc tłumaczyć obecność obszarów gorącego gazu obserwowanych od dłuższego czasu w centrum Drogi Mlecznej.
Za kilka milionów lat gromada Arches zostanie rozproszona w przestrzeni przez siły pływowe działające w centrum Galaktyki.